# Branche Brownington (rivière Willoughby)
Pour les articles homonymes, voir Brownington.
La Branche Brownington est un affluent de la rivière Willoughby, coulant dans le comté d’Orleans (Vermont), dans le nord de Vermont, aux États-Unis.
Cette rivière coule vers le nord-Ouest, puis vers l'ouest, en traversant la municipalité de Westmore (Vermont) and Brownington. Son cours traverse des zones forestières, agricoles et urbaines.

## Cours
La Branche Brownington prend sa source d’un ruisseau de montagne sur le versant Nord du mont Goodwin lequel est situé au nord-est du lac Willoughby. Cette source est située à :
- 0,6 km au nord-ouest de la limite de la municipalité de Westmore (Vermont);
- 4,2 km au nord du lac Willoughby;
- 7,7 km à l'est de la confluence de la Branche Brownington;
- 8,2 km au nord-est du sommet du mont Barton.

À partir de sa source, la Branche Brownington coule sur 12,7 km selon les segments suivants:
- 3,2 km vers le nord-ouest dans la municipalité de Brownington (Vermont) en longeant sur 0,7 km la limite entre les municipalités de Brownington (Vermont) et Charleston (Vermont), jusqu’au ruisseau Moody (venant du nord);
- 3,2 km vers le sud-ouest dans la municipalité de Brownington (Vermont), jusqu’à une route;
- 0,6 km vers le sud-ouest, jusqu’au ruisseau Bassett (venant du nord);
- 5,7 km vers le sud-ouest en serpentant dans une vallée selon le contour des montagnes environnantes, jusqu’à sa confluence.

La confluence de la Branche Brownington est située à :
- 3,6 km au nord-est du centre-ville de Orleans (Vermont);
- 6,8 km au nord-ouest du lac Willoughby;
- 3,7 km à l'est de la confluence de la rivière Willoughby.

La Branche Brownington se déverse dans un coude de rivière, sur la rive nord de la rivière Willoughby. Cette dernière coule vers le sud-ouest, puis vers le nord-ouest, jusqu'à la rive est de la rivière Barton. À son tour, cette dernière coule vers le nord jusqu'à la rive sud du lac Memphrémagog lequel se décharge dans la rivière Magog au Québec. Cette dernière est un affluent de la rivière Saint-François dans la ville de Sherbrooke.

## Toponymie
Le toponyme anglais "Brownington Branch River" a été officialisé le 29 octobre 1980 à la GNIS.